# رئيس الدولة في جنوب إفريقيا

الراية الرئاسية للفترة 1984-1994

الراية الرئاسية للفترة 1961-1984

رئيس الدولة في جنوب أفريقيا كان اللقب الذي يحمله صاحب صاحب أعلى منصب في جنوب أفريقيا أيام حكم البيض منذ 1961 حتى 1994.
اللقب الحالي هو رئيس جنوب أفريقيا

## قائمة رؤساء الدولة في جنوب أفريقيا (1961–1994)
| #                                                            | الاسم (الولادة–الوفاة)                              | الصورة                              | استلام المنصب                                       | مغادرة المنصب                         | الانتخاب                            | الحزب السياسي                       |
| رؤساء الدولة (منصب فخري, 1961–1984)                          | رؤساء الدولة (منصب فخري, 1961–1984)                 | رؤساء الدولة (منصب فخري, 1961–1984) | رؤساء الدولة (منصب فخري, 1961–1984)                 | رؤساء الدولة (منصب فخري, 1961–1984)   | رؤساء الدولة (منصب فخري, 1961–1984) | رؤساء الدولة (منصب فخري, 1961–1984) |
| ------------------------------------------------------------ | --------------------------------------------------- | ----------------------------------- | --------------------------------------------------- | ------------------------------------- | ----------------------------------- | ----------------------------------- |
| 1                                                            | شارل روبيرت سوارت (1894–1982)                       |                                     | 31 أيار 1961                                        | 31 أيار 1967                          | —                                   | الحزب الوطني                        |
| —                                                            | تيوفيلوس إبنهايزر دونغس (1898–1968)                 |                                     | انتخب لكنه لم يستلم المنصب بسبب المرض               | انتخب لكنه لم يستلم المنصب بسبب المرض | —                                   | الحزب الوطني                        |
| —                                                            | يوشع فرانسوا ناودي (1889–1969) (قائم بأعمال المنصب) |                                     | 1 حزيران 1967                                       | 10 نيسان 1968                         | —                                   | الحزب الوطني                        |
| 2                                                            | ياكوبوس يوهانس فوشيه (1898–1980)                    |                                     | 10 نيسان 1968                                       | 9 نيسان 1975                          | —                                   | الحزب الوطني                        |
| —                                                            | يوهانس دي كليرك (1903–1979) (قائم بأعمال المنصب)    |                                     | 9 نيسان 1975                                        | 19 نيسان 1975                         | —                                   | الحزب الوطني                        |
| 3                                                            | نيكولاس يوهانس ديدريخس (1903–1978)                  |                                     | 19 نيسان 1975                                       | 21 آب 1978 (توفي وهو في المنصب)       | —                                   | الحزب الوطني                        |
| —                                                            | ماريه فيلجون (1915–2007) (قائم بأعمال المنصب)       |                                     | 21 أب 1978                                          | 10 تشرين الأول 1978                   | —                                   | الحزب الوطني                        |
| 4                                                            | بالتازار يوهانس فورستر (1915–1983)                  |                                     | 10 تشرين الأول 1978                                 | 4 حزيران 1979 (استقال)                | —                                   | الحزب الوطني                        |
| 5                                                            | ماريه فيلجون (1915–2007)                            |                                     | 19 حزيران 1979 قائم بأعمال المنصب منذ 4 حزيران 1979 | 3 أيلول 1984                          | —                                   | الحزب الوطني                        |
| رئيس الدولة هو الرئيس ورئيس الحكومة (منصب تنفيذي, 1984–1994) |                                                     |                                     |                                                     |                                       |                                     |                                     |
| 1                                                            | بيتر ويليم بوتا (1916–2006)                         |                                     | 14 أيلول 1984 قائم بأعمال المنصب منذ 3 أيلول 1984   | 15 آب 1989 (استقال)                   | 1987                                | الحزب الوطني                        |
| 2                                                            | فريديريك ويليم دي كليرك (1936–)                     |                                     | 20 أيلول 1989 قائم بأعمال المنصب منذ 15 آب 1989     | 10 أيار 1994                          | 1989                                | الحزب الوطني                        |